# Arnulf Meffle
Arnulf Meffle, född 1 december 1957 i Langhurst, Schutterwald, är en tysk handbollsspelare.
Han tog OS-silver i herrarnas turnering i samband med de olympiska handbollstävlingarna 1984 i Los Angeles.